# Inez Fischer-Credo
Inez Fischer-Credo (née le 10 septembre 1928 à Mexico et morte le 2 octobre 2016 à Tucson) est une cavalière canadienne de dressage.
Elle participe aux Jeux olympiques d'été de 1964 à Tokyo (18e place de l'épreuve individuelle) et aux Jeux olympiques d'été de 1968 à Mexico (15e place de l'épreuve individuelle et 7e de l'épreuve par équipe).